# 维克施泰特
维克施泰特（德語：Wickerstedt，發音：[ˈvɪkɐʃtɛt]）是德国图林根州魏玛地区县曾经的一个市镇，面积8.48平方千米，人口为人。2012年12月31日，维克施泰特与另外4个市镇并入市镇巴特苏尔察。